# Anata Nashi de wa Ikite Yukenai
Anata Nashide wa Ikite Yukenai (あなたなしでは生きてゆけない No puedo vivir sin ti?) es el primer sencillo de Berryz Kobo. Fue lanzado el 3 de marzo del 2004. El sencillo alcanzó el puesto #18 en las listas de Oricon y estuvo en la lista cinco semanas, vendiendo un total de 15.315 copias. El Single V fue publicado el 17 de marzo de 2004 y vendió un total de 2.995 ejemplares.

## Regrabación
La canción principal fue luego regrabada para su noveno álbum, Berryz Mansion 9kai, y Kanjuku Berryz Koubou The Final Completion Box. Una grabación en vivo del concierto final del grupo también se presentó en Petit Best 16.

## Lista de Canciones

### CD
- Anata Nashide wa Ikite Yukenai
- BERRY FIELDS
- Anata Nashide wa Ikite Yukenai (Instrumental)

### Single V
- Anata Nashide wa Ikite Yukenai (MV)
- Anata Nashide wa Ikite Yukenai (Dance Shot Ver.)
- Making of

## Miembros Presentes
- Saki Shimizu
- Momoko Tsugunaga
- Chinami Tokunaga
- Maasa Sudō
- Miyabi Natsuyaki
- Maiha Ishimura
- Yurina Kumai
- Risako Sugaya